# Feliks Paniewski
Feliks (Szczęsny) Paniewski (Paniowski)  z Paniewa herbu Godziemba (zm. 14 września 1488) – kasztelan lwowski w latach 1487–1488, dowódca wojsk królewskich (1465–1488), i w ostatnim okresie wojny trzynastoletniej 1454–1466, hetman koronny królewskich wojsk zaciężnych na Kresach od 1485, starosta kamieniecki i podolski w latach 1484–1486, stolnik sandomierski w latach 1483–1485, burgrabia krakowski w latach 1479–1485, starosta czorsztyński w latach 1474–1488, starosta żydaczowski w latach 1476–1488, starosta doliński w latach 1479-1488, starosta stryjski w 1484 roku.
Jego płyta nagrobna z  wizerunkiem rycerskim znajduje się przy wejściu do kaplicy jezuickiego (podominikańskiego obecnie) kościoła pw. Najświętszego Serca Pana Jezusa i Matki Boskiej Pocieszenia w Poznaniu.